# リン・レコード
リン・レコード（Linn Records）は1982年に創設されたスコットランド・グラスゴーのインデペンデント・レコード・レーベル。オーディオ・メーカーのリンが親会社になる。
クラシック音楽やジャズのレコーディングで受賞経験があり、ロックやポップ、エレクトロニカ、スコットランド音楽の音楽も取り扱っている。
2010年にクラシック音楽を扱っている雑誌、「グラモフォン」より"Label of the Year"を受賞。最初期にはブルー・ナイルの処女作A Walk Across the Rooftops（1984年発表）を録音している。